# Nguyễn Quang Đạm
Nguyễn Quang Đạm (sinh năm 1958) là một tướng lĩnh trong Quân đội nhân dân Việt Nam, hàm Trung tướng, nguyên là Phó Bí thư Đảng ủy, nguyên Tư lệnh Bộ Tư lệnh Cảnh sát biển Việt Nam.

## Thân thế và sự nghiệp
Ông quê ở thôn Tiểu Quan xã Phùng Hưng huyện Khoái Châu tỉnh Hưng Yên 
Năm 2012, bổ nhiệm giữ chức Cục trưởng Cục Cảnh sát biển Việt Nam
Năm 2013, bổ nhiệm giữ chức Tư lệnh Bộ Tư lệnh Cảnh sát biển Việt Nam
Tháng 4 năm 2018, ông nghỉ hưu.
Thiếu tướng (12.2012), Trung tướng (2016)

## Kỷ luật
Trong Kỳ họp từ 28 tới 30/9/2021 UBKT Trung ương  xem xét kỷ luật nhiều tướng tá Cảnh sát biển Việt Nam. Ông Đạm bị thi hành kỷ luật cảnh cáo vì những sai phạm "gây hậu quả rất nghiêm trọng". , 